# Лантерна
Ланте́рна (італ. lanterna), (лат., італ. — ліхтар) — невелика вежа на вершині купола, увінчана власним невеликим куполом або шатром. Близький термін, який має ширше значення, — ліхтар. Стосовно архітектури епохи Відродження та бароко ліхтар називають за італійським терміном «лантерна».

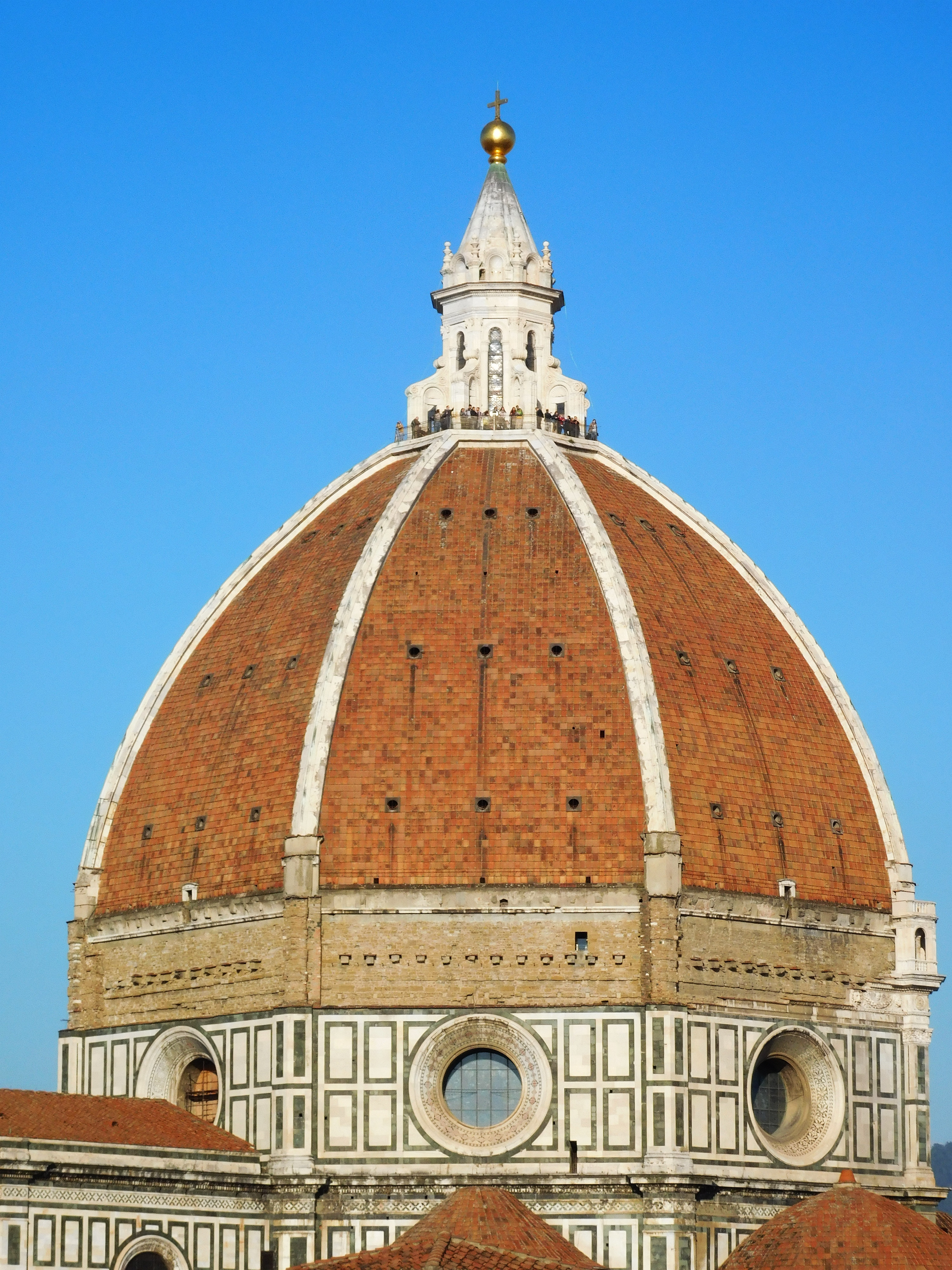
Лантерна cобору Санта-Марія-дель-Фйоре у Флоренції

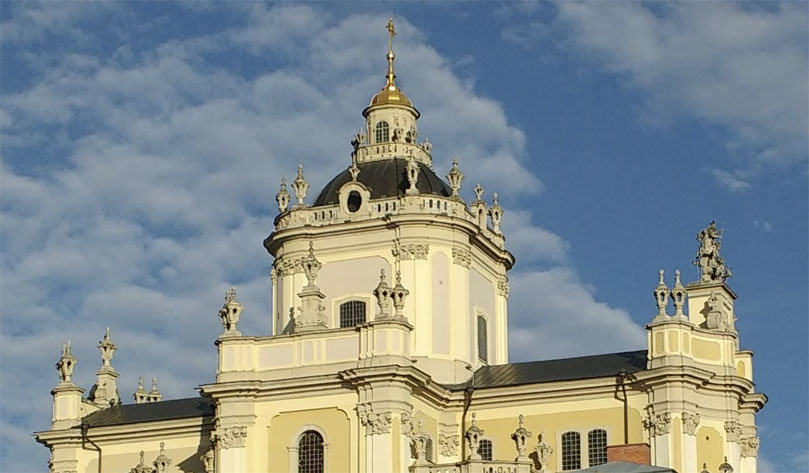
Купол і лантерна Собору Святого Юра Львові

У Стародавньому Римі лантерною називали ліхтар, закріплений на високій жердині, який несли раби під час нічних виходів господаря.
Лантерна , як архітектурний елемент, має віконні прорізи, через які освітлюється подкупольний простір. В архітектурі церков, соборів і капел лантерну вінчають яблуко і хрест. У сакральній архітектурі лантерна має особливий сенс. Освітлення від лантерни візуально збільшує внутрішній простір храму, підкреслюючи ідею його зв'язку з небом. Так, наприклад, в бароковій церкві Сан-Карло-алле-Кваттро-Фонтане, спроєктованій і побудованій у Римі одним з найекстравагантніших майстрів бароко — Франческо Борроміні, центр плафона (купола зсередини) покривається золотистим сяйвом через кольорове скло вікон лантерни. У римській церкві в стилі бароко Сант-Андреа-аль-Квірінале, збудованій за планами архітектора Джованні Лоренцо Берніні, золотисте світло, яке ллється з вікон і лантерни, висвічує за рухом сонця скульптури ангелів з білого стукко, розташовані по колу на підставі купола. Це створює особливий урочистий настрій в храмі.

## Лантерни відомих соборів
- Санта-Марія-дель-Фйоре у Флоренції;
- Сан-Карло-алле-Кваттро-Фонтане у Римі;
- Сант-Андреа-аль-Квірінале у Римі;
- Святого Юра у Львові.